# Fontaine-au-Bois
Fontaine-au-Bois is een gemeente in het Franse Noorderdepartement (regio Hauts-de-France) en telt 654 inwoners (1999). De plaats maakt deel uit van het arrondissement Avesnes-sur-Helpe.

## Geografie
De oppervlakte van Fontaine-au-Bois bedraagt 7,7 km², de bevolkingsdichtheid is 84,9 inwoners per km².
De onderstaande kaart toont de ligging van Fontaine-au-Bois met de belangrijkste infrastructuur en aangrenzende gemeenten.

## Demografie
Onderstaande figuur toont het verloop van het inwonertal (bron: INSEE-tellingen).